# Klemen Čebulj
Klemen Čebulj (Slovenj Gradec, 21 febbraio 1992) è un pallavolista sloveno, schiacciatore dell'Asseco Resovia.

## Carriera

### Club
La carriera di Klemen Čebulj inizia nel 2007 nella squadra del Fužinar, mentre nella stagione 2008-09 passa al Fram, dove resta per due annate. Nella stagione 2011-12 viene ingaggiato dall'ACH Volley, club con il quale vince sia il campionato che la Coppa di Slovenia. Nella stagione 2012-13 si trasferisce, sponsorizzato dal connazionale e amico d'infanzia Tine Urnaut, all'Altotevere di San Giustino, nella Serie A1 italiana.
Nel campionato 2013-14 gioca con la Porto Robur Costa, club a cui resta legato per due annate, passando quindi, nella stagione 2015-16, alla Lube con cui vince la Coppa Italia 2016-17 e lo scudetto 2016-17; dopo un biennio nelle Marche, nel campionato 2017-18 viene ingaggiato dalla Powervolley Milano, in Superlega.
Per il campionato 2018-19 si accasa allo Shanghai, nella Chinese Volleyball Super League, conquistando lo scudetto: al termine degli impegni in Cina, conclude la stagione 2018-19 nuovamente tra le file della Powervolley Milano. Resta in Superlega anche per l'annata successiva, vestendo però la maglia della Trentino, mentre nella stagione 2020-21 emigra in Polonia, partecipando alla Polska Liga Siatkówki con l'Asseco Resovia e vincendo nell'annata 2023-24 la Coppa CEV.

### Nazionale
Nel 2010 fa il suo esordio nella nazionale slovena, con la quale si aggiudica nel 2011 la medaglia di bronzo all'European League, torneo nel quale in seguito vince la medaglia d'oro nel 2015, seguita da quella d'argento al campionato europeo dello stesso anno.
Nel 2019 vince la medaglia d'oro alla Volleyball Challenger Cup e quella d'argento al campionato europeo, bissata anche nell'edizione successiva, mentre in quella 2023 conquista il bronzo; nel 2023 si aggiudica anche il bronzo alla Coppa del Mondo.

## Palmarès

### Club
- Campionato sloveno: 1

2011-12
- Campionato italiano: 1

2016-17
- Campionato cinese: 1

2018-19
- Coppa di Slovenia: 1

2011-12
- Coppa Italia: 1

2016-17
- Coppa CEV: 1

2023-24

### Nazionale (competizioni minori)
- European League 2011
- European League 2015
- Volleyball Challenger Cup 2019
- Memorial Hubert Wagner 2023

### Premi individuali
- 2013 - Serie A1: Miglior attaccante[10]
- 2015 - European League: Miglior schiacciatore
- 2019 - OZS: Pallavolista sloveno dell'anno
- 2020 - OZS: Pallavolista sloveno dell'anno